# Extensible Authentication Protocol

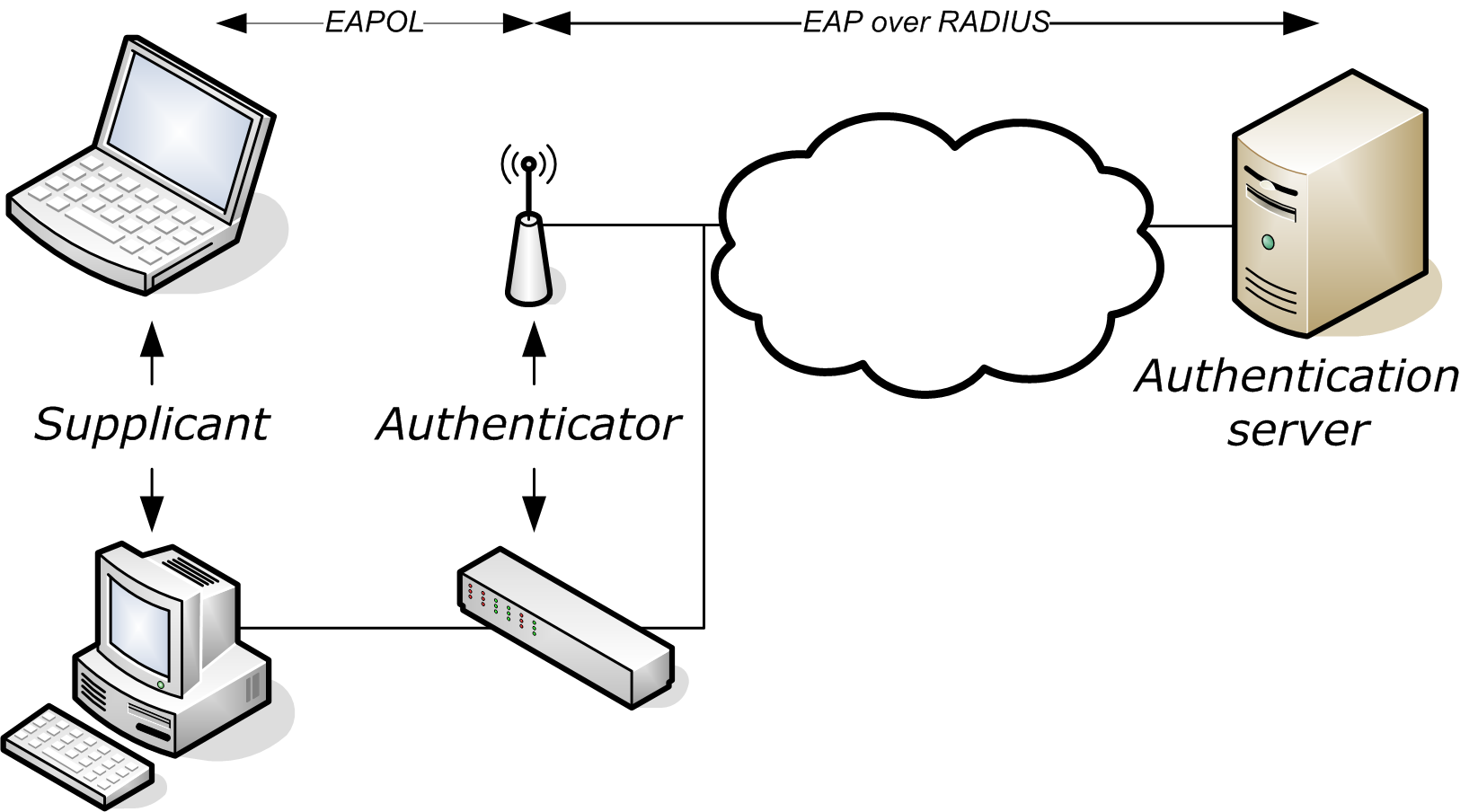
Diagrama do Extensible Authentication Protocol (EAP).

Extensible Authentication Protocol ou EAP, é uma estrutura de autenticação frequentemente usada em redes sem fio e conexões ponto-a-ponto. Está definida na RFC 3748, a qual tornou obsoleta a RFC 2284, e foi actualizado pela RFC 5247.
EAP é uma estrutura de autenticação, que provê o transporte e o uso de material protegido e os parâmetros gerados por métodos EAP. Existem muitos métodos definidos por RFCs e vários métodos proprietários, além de novas propostas. EAP não é um protocolo de redes cabeadas, em vez disso ele só define os formatos de mensagens. Cada protocolo que usa o EAP define uma forma de encapsular mensagens EAP dentro de mensagens do referido protocolo.
EAP é largamente utilizada. Para IEEE 802.11 os padrões WPA e WPA2 adotaram cinco tipos EAP como seus mecanismos de autenticação oficial, e muitos outros padrões permitem a sua utilização.